# Echiomima
Echiomima is een geslacht van vlinders van de familie sikkelmotten (Oecophoridae), uit de onderfamilie Xyloryctinae.

## Soorten
- E. fabulosa Meyrick, 1915
- E. mythica (Meyrick, 1890)
- E. viperina Lucas, 1915